# こえ恋
『こえ恋』（こえこい）は、どーるるによる日本の漫画作品。『comico』（NHN comico）にて2015年5月より連載中。単行本はアクションコミックスcomicoBOOKSより刊行。
2016年7月から9月までテレビドラマが放送された。

## あらすじ
高校に入学したばかりのゆいこは風邪をひいていきなり1週間学校を休んでしまう。そんな彼女を心配したクラス委員長・松原は彼女の家に電話をするが、ゆいこはその透き通った声にときめきを覚えてしまう。翌日、ゆいこは体調が万全でないまま登校し松原を探すが、彼は常に頭から紙袋をかぶった状態で過ごしていた。

## 登場人物
吉岡ゆいこ（よしおか ゆいこ）
この物語の主人公。高校1年生。12月25日生まれ。
松原春優（まつばらしゅう）
高校1年生。7月12日生まれ。
ゆいこのクラスの委員長。外では常に顔を描いた紙袋をかぶって過ごす。
兵頭誠（ひょうどう まこと）
高校3年生。1月15日生まれ。
堅物で有名な生徒会長。また女性に触られただけで赤面する「激ピュア会長」の異名も持つ。密かにゆいこに好意を寄せている。
西園あき（にしぞの あき）
高校1年生。8月10日生まれ。
ゆいこの幼馴染であり、良き理解者。
加賀谷優一（かがや ゆういち）
高校1年生。6月25日生まれ。
松原の中学からの親友。松原の素顔を知る人物のひとり。

## 書誌情報
- どーるる「こえ恋」（アクションコミックスcomicoBOOKS）NHN comico、既刊3巻（2017年5月12日現在）
  1. 2016年6月16日発売、ISBN 978-4-575-84809-0
  2. 2016年8月12日発売、ISBN 978-4-575-84836-6
  3. 2017年5月12日発売、ISBN 978-4-575-84969-1

## テレビドラマ
2016年7月9日（7月8日深夜）から10月1日（9月30日深夜）まで、テレビ東京の土曜0:52 - 1:23（金曜深夜）のドラマ枠で放送された。
主人公の吉岡ゆいこ役には、永野芽郁が抜擢された。永野は本作が連続ドラマ初主演となる。

### キャスト
- 吉岡ゆいこ - 永野芽郁
- 兵頭誠 - 竜星涼
- 加賀谷優一 - 落合モトキ
- 西園あき - 大友花恋
- 瀬島涼一 - 桜田通
- 青山雪 - 水谷果穂
- 緑川玲那 - 唐田えりか
  - 緑川はドラマオリジナルの登場人物で、学園の理事長の娘。
- 高島カオリ - 川栄李奈
  - 原作での今宮夏乃に当たる登場人物で、ゆいこの恋のライバル。
- 吉岡恭士郎 - 白石隼也
- 吉岡美和子 - 森尾由美
- 松原くん - 永井響（アクター） / 櫻井孝宏（こえ）

### スタッフ
- 監督 - 平林克理、湯浅弘章、宝来忠昭
- 脚本 - 平林克理、大林利江子、中村能子、三浦直之
- シリーズ構成 - 嶋田うれ葉
- 音楽 - フジモトヨシタカ
- オープニングテーマ - さくらしめじ「ひだりむね」（株式会社SDR） [2]
- エンディングテーマ - 井上苑子「ナツコイ」（ユニバーサルミュージック / EMI Records）
- チーフプロデューサー - 大和健太郎
- プロデューサー - 渡邊愛美、浅野由香、田中美幸、里吉優也
- コンテンツプロデューサー - 二瓶朔也
- 製作 - テレビ東京 / C&I entertainment / 「こえ恋」製作委員会

### 放送日程
| 各話   | 放送日   | サブタイトル     | 脚本       | 監督     |
| ------ | -------- | ---------------- | ---------- | -------- |
| 第1話  | 7月09日  | 声の正体は!?     | 平林克理   | 平林克理 |
| 第2話  | 7月16日  | 松原くんの素顔   | 平林克理   | 平林克理 |
| 第3話  | 7月23日  | 恋の予感         | 三浦直之   | 湯浅弘章 |
| 第4話  | 7月30日  | 正直な言葉で     | 三浦直之   | 湯浅弘章 |
| 第5話  | 8月06日  | 正々堂々と       | 中村能子   | 宝来忠昭 |
| 第6話  | 8月20日  | 君のとなり       | 中村能子   | 宝来忠昭 |
| 第7話  | 8月27日  | 笑えている?      | 大林利江子 | 平林克理 |
| 第8話  | 9月03日  | それぞれの文化祭 | 大林利江子 | 平林克理 |
| 第9話  | 9月10日  | あなたの笑顔     | 大林利江子 | 湯浅弘章 |
| 第10話 | 9月17日  | 二人の距離       | 大林利江子 | 宝来忠昭 |
| 第11話 | 9月24日  | 伝えたい思い     | 大林利江子 | 平林克理 |
| 最終話 | 10月01日 | こころの行方     | 大林利江子 | 平林克理 |

### 放送局
| 放送対象地域   | 放送局                | 系列                          | 放送期間・曜日・時間                            | 放送期間・曜日・時間                                      |
| -------------- | --------------------- | ----------------------------- | ----------------------------------------------- | --------------------------------------------------------- |
| 関東広域圏     | テレビ東京 【制作局】 | テレビ東京系列                | 2016年7月9日 - 10月1日                          | 土曜 0:52 - 1:23（金曜深夜）                              |
| 北海道         | テレビ北海道          | テレビ東京系列                | 2016年7月9日 - 10月1日                          | 土曜 0:52 - 1:23（金曜深夜）                              |
| 大阪府         | テレビ大阪            | テレビ東京系列                | 2016年7月9日 - 10月1日                          | 土曜 0:52 - 1:23（金曜深夜）                              |
| 福岡県         | TVQ九州放送           | テレビ東京系列                | 2016年7月9日 - 10月1日                          | 土曜 0:52 - 1:23（金曜深夜）                              |
| 和歌山県       | テレビ和歌山          | 独立局                        | 2016年7月24日 - 10月15日                        | 土曜 23:30 - 翌0:00                                       |
| 福島県         | テレビユー福島        | TBS系列                       | 2016年9月3日 - 11月19日                         | 土曜 1:25 - 1:55（金曜深夜）                              |
| 岩手県         | 岩手めんこいテレビ    | フジテレビ系列                | 2016年9月3日 - 11月19日                         | 土曜 1:35 - 2:05（金曜深夜）                              |
| 愛知県         | テレビ愛知            | テレビ東京系列                | 2016年9月16日 - 12月2日                         | 金曜 1:00 - 1:30（木曜深夜）                              |
| 日本全域       | BSジャパン            | テレビ東京系列 BSデジタル放送 | 2016年10月3日 - 12月26日 2018年4月3日 -（予定） | 月曜 0:35 - 1:05（日曜深夜） 火曜 0:00 - 0:30（月曜深夜） |
| 愛媛県         | あいテレビ            | TBS系列                       | 2016年10月7日 - 12月23日                        | 金曜 1:10 - 1:45（木曜深夜）                              |
| 岡山県・香川県 | テレビせとうち        | テレビ東京系列                | 2016年10月10日 - 12月26日                       | 月曜 0:35 - 1:05（日曜深夜）                              |
| 奈良県         | 奈良テレビ            | 独立局                        | 2017年3月14日 - 6月13日                         | 火曜 1:00 - 1:30（月曜深夜）                              |
| 熊本県         | テレビ熊本            | フジテレビ系列                | 2017年11月20日 - 2018年2月19日                  | 月曜 1:25 - 1:55（日曜深夜）                              |

| 配信サイト       | 配信時間                   | 備考         |
| ---------------- | -------------------------- | ------------ |
| こえ恋チャンネル | 土曜 1:23 更新（金曜深夜） | 全話有料配信 |